# Femke Mossinkoff
Femke Mossinkoff (maart 2001) is een langebaanschaatsster, marathonschaatsster en mountainbikester uit Nederland.
Bij het marathonschaatsen rijdt Mossinkoff met beennummer 55.
OMossinkoff startte in oktober 2021 op de NK afstanden 2022 op het onderdeel massastart.
In december 2021 won Mossinkoff de schaatsmarathon van Breda. Nadat het peloton had afgesprint, ontsnapte ze uit een kopgroep van zeven en soleerde naar de winst. De debutante op het hoogste niveau kleurde het seizoen met aanvallen en was al vaker dichtbij een eerste zege. Twee weken eerder tijdens rit 3 om de Trachitol Trophy, stak Mossinkoff over vanuit het peloton naar een kopgroep, die daarna een ronde op het peloton pakte. Mossinkoff zette de eindsprint aan, maar Aggie Walsma kwam er langs.
In de zomer van 2022 behaalde Mossinkoff op de mountainbike, top tien noteringen in de 3 Nations Cup-wedstrijden van Wijster en Sittard. Bij de Nederlandse kampioenschappen mountainbike cross country voor beloften werd ze derde, achter kampioene Fem van Empel en Puck Pieterse.
In december 2022 zette Mossinkoff het eerste werelduurrecord op natuurijs voor vrouwen neer. In Ammerstol reed ze een afstand van 32.176 meter.
Mossinkoff was een van de smaakmakers tijdens de NK marathon op kunstijs in januari 2024. Ze was ze de enige rijdster in de beslissende kopgroep, die niet voor Team Zaanlander reed. Maaike Verweij en Arianna Pruisscher zaten bij het ontstaan na 72 ronden mee, Irene Schouten kwam solo vanuit het peloton aansluiten en Marijke Groenewoud liet zich terugzakken om te knechten. Drie ronden voor het eind sprong Schouten weg naar het goud. Mossinkoff sprintte achter Verweij naar het brons.
In augustus 2024 hield Mossinkoff een hersenschudding en gebroken sleutelbeen over aan een skeelertraining. Vanwege de hersenschudding moest ze lange tijd rust houden en mocht ze geen intensieve trainingen doen. Na rustig opbouwen won ze in januari 2025 de Aart Koopmans Memorial op de Weissensee. Na tien van de zestig kilometer sprong ze met Judith Krabbenborg weg. Na een val in de verzorging van Krabbenborg reed Mossinkoff vijftien kilometer solo naar de meet. Daar kwam ze met twee minuten voorsprong aan.

## Records

### Persoonlijke records
| Afstand    | Tijd    | Datum            | Baan       |
| ---------- | ------- | ---------------- | ---------- |
| 500 meter  | 43,42   | 2 maart 2019     | Alkmaar    |
| 1000 meter | 1.27,48 | 9 februari 2019  | Alkmaar    |
| 1500 meter | 2.14,02 | 2 maart 2019     | Alkmaar    |
| 3000 meter | 4.23,42 | 25 november 2023 | Heerenveen |
| 5000 meter | 7.27,56 | 14 oktober 2023  | Heerenveen |

Bron: Speedskating Results

## Resultaten

### Schaatsmarathon
2019/2020
- KPN Marathon Cup 5 beloften Haarlem
- KPN Marathon Cup 10 beloften Groningen

2021/2022
- KPN Marathon Cup 8 Breda
- Jongerenklassement Marathon Cup

2023/2024
- NK marathon Leeuwarden
- Jongerenklassement Marathon Cup

2024/2025
- Aart Koopmans Memorial Weissensee

### Mountainbike
2022
- NK Cross Country XCO beloften, Spaarnwoude

2023
- Shark Attack Bike-Festival, Lennestadt

2025
- NK Shortrace XCC, Snelle Wiel, Hapert
- 3 Nations Cup Watersley, Sittard
- 3 Nations Cup VAMberg, Wijster
- 3 Nations Cup Eupen

## Ploegen

### Schaatsploegen
- 2019/2020 - BlueDune (beloftendames)
- 2020/2021 - Van Ramshorst/Blue Dune[9]
- 2021/2022 - Van Ramshorst Renault
- 2022/2023 - Van Ramshorst Renault
- 2023/2024 - Van Ramshorst Renault
- 2024/2025 - VGR Sport-Vreugdenhil